# Ратово (Нижньогородська область)
Ратово (рос. Ратово) — село в Сеченовському районі Нижньогородської області Російської Федерації.
Населення становить 520 осіб. Входить до складу муніципального утворення Мурзицька сільрада.

## Історія
Від 2009 року входить до складу муніципального утворення Мурзицька сільрада.

## Населення
| 2002 | 2010 |
| ---- | ---- |
| 677  | ↘520 |